# Qubodijon
Qubodijon (tadschikisch Қубодиён; russisch Кубадиян, Kubadijan; auch Kubadijon; englische Umschriften Qabodiyon, Kabodion; früher Mikojanobod/Микоянобод, russisch Mikojanobadski/Микоянобадский) ist ein Dorf und Hauptort des gleichnamigen Distrikts (nohija) in der Provinz Chatlon im Südwesten Tadschikistans. Qubodijon ist als Geburtsort des im 11. Jahrhundert lebenden persischen Dichters Nāsir-i Chusrau bekannt. Die eisenzeitliche, gräko-baktrische und mittelalterliche Festungsstadt Kala-i Mir (Калаи-Мир, besiedelt vom 7./6. Jahrhundert v. Chr. bis Anfang 20. Jahrhundert) in der Ortsmitte ist fast völlig abgetragen. Ihr Siedlungshügel wurde in den 1950er Jahren archäologisch untersucht, ebenso wie die befestigte Siedlung Kej-Kobad-Schach (Кей-Кобад Шах, besiedelt vom 3./2. Jahrhundert v. Chr. bis zum 4./5. Jahrhundert n. Chr.), die außerhalb des Ortes lag und heute unter einem Baumwollfeld eingeebnet ist.

## Lage
Qubodijon liegt an der Schnellstraße A384, die von der Landeshauptstadt Duschanbe über Obikiik Richtung Süden führt. Unweit von Qurghonteppa erreicht die Straße das Tal des Wachsch und folgt diesem an seiner Westseite flussabwärts bis auf die Höhe der städtischen Siedlung Kolchosobod an der Ostseite des Flusses. Kurz danach wechselt die Straße über ein rund 20 Kilometer breites, nahezu vegetationsloses Hügelgebiet in das westlich gelegene Paralleltal des Kofarnihon nach Qubodijon. Die Entfernung von Duschanbe beträgt rund 165 Kilometer, von Qurghonteppa 81 Kilometer und bis zur nächsten städtischen Siedlung Schahritus im Süden sind es 17 Kilometer. Der Kofarnihon mündet etwa 50 Kilometer südlich von Qubodijon in den Amudarja, der über eine weite Strecke die Grenze zu Afghanistan bildet. Der (geringe) Fernverkehr auf der A384 nach Süden fährt weiter zum usbekischen Grenzübergang und zur nächstgelegenen Stadt Termiz.
Bis um 1930 war der Südwesten des Landes nur auf Erdwegen erreichbar. Der großflächige Anbau importierter Baumwolle in den 1930er Jahren in den Talebenen am Unterlauf des Wachsch und des Kofarnihon machte die Entwicklung der Infrastruktur erforderlich. 1932 wurde die erste Schmalspurbahnlinie vom Verladeort Panzi Pojon am Amudarja nach Qurghonteppa in Betrieb genommen. In diesem Jahr war auch die erste Autostraße von Duschanbe nach Qurghonteppa fertiggestellt. Etwa parallel zur A384 verläuft heute eine Bahnlinie, die zwischen 1966 und 1980 konstruiert wurde, vom Anschluss in Termiz über Qubodijon und Qurghonteppa nordwärts bis Jowon (264 Kilometer). 1999 kam die Verbindung von Qurghonteppa nach Osten über Danghara bis Kulob hinzu (132 Kilometer).
Der Ort liegt auf der linken (östlichen) Seite des Kofarnihon in einer breiten Talebene, die im Osten durch eine nord-südlich verlaufende Hügelkette begrenzt wird, deren höchste Erhebung in der Nähe 1632 Meter erreicht. In den Ebenen im Südwesten werden die höchsten Temperaturen des Landes gemessen: Die durchschnittliche Höchsttemperatur beträgt in Schahritus im Juli 37,9 °C, die durchschnittliche Tiefsttemperatur im Januar −1,8 °C. Bei einem überwiegend in den Wintermonaten fallenden Jahresniederschlag von 235 Millimetern in Schahritus ist Feldbau ohne künstliche Bewässerung nicht möglich. Nach anderen Angaben liegt der durchschnittliche Niederschlag im Distrikt Kubodjon lediglich bei 157 Millimetern, die mittlere Temperatur beträgt im Januar 1–3 °C und im Juli 32–33 °C. Es herrscht ein subtropisches Steppenklima.

## Distrikt

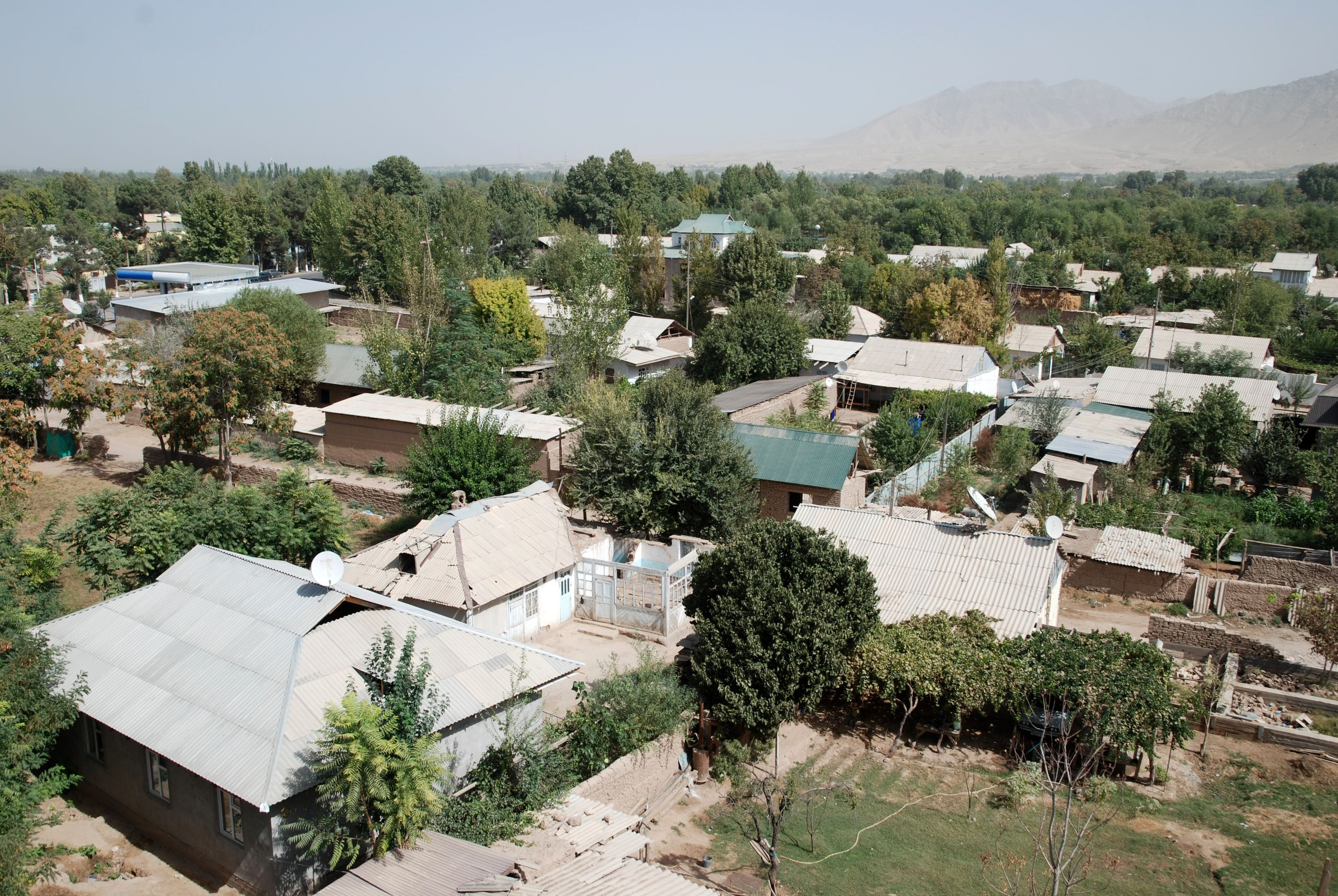
Ortsmitte mit Gärten. Bewässerte Talebene Richtung Nordosten

Das Gebiet wird seit dem 7. Jahrhundert in den Quellen mit dem Namen Qubodijon erwähnt. Als der Distrikt (nohija) Kubodjon (Ноҳияи Қабодиён) 1939 gegründet wurde, gehörte er zum Oblast Stalinabad der damaligen Tadschikischen Sozialistischen Sowjetrepublik. Zwischen 1930 und 1970 hießen Distrikt und Ort Mikojanobod (russisch Mikojanabadski) zu Ehren des sowjetischen Politikers armenischer Herkunft Anastas Mikojan (1895–1978). Zwischen 1944 und 1947 und nochmals von 1977 bis 1992 existierte ein Oblast Kurgan-Tjube (Qurghonteppa), gebildet aus Teilen der Oblaste Kuljab (Kulob) und Stalinabad, zu dem der Distrikt Mikojanabadski gehörte. Nach der Unabhängigkeit des Landes 1991 erfolgte eine Neugliederung der Verwaltungseinheiten. Ende 1992 wurden die Oblaste Kurgan-Tjube und Kuljab zur Provinz (wilojat) Chatlon vereint. Kubodjon ist eine der 24 Distrikte von Chatlon und setzt sich aus sechs Subdistrikten (dschamoat) zusammen.
Der Distrikt Kubodjon grenzt im Osten an den Distrikt Dschilikul, im Süden an die afghanische Provinz Kunduz, im Westen an den Distrikt Schahritus und im Norden an den Distrikt Rudaki, der zur Region Nohijahoi tobei dschumhurij („der Republik unterstellte Bezirke“) gehört. Die Fläche des Distrikts beträgt 1834,4 Quadratkilometer (nach anderer Angabe 1878 Quadratkilometer), die Bevölkerungszahl lag bei 145.800 im Jahr 2009. Das gesamte Gebiet im Südwesten Tadschikistans wird als Qubodijon-Oase bezeichnet. Hierzu gehören neben Qubodijon die Distrikte Schahritus und Nosiri Chusraw (vormals Beschkent) entlang der usbekischen Grenze.
Qubodijon gehört zu den vier größeren Baumwollanbaugebieten Tadschikistans. Baumwolle ist das landwirtschaftliche Hauptexportprodukt und macht 20 Prozent des landesweiten Exporterlöses aus, auch wenn die Produktion seit 2005 stark rückläufig ist und der Anbau von Obst und Gemüse zunimmt. Der Rückgang ist zu verzeichnen, obwohl die Regionalverwaltungen die Landwirte zwingen, auf 70 Prozent ihrer Ackerfläche Baumwolle anzupflanzen und bei Zuwiderhandlung drohen, das Land zu enteignen. Baumwolle ist für 75 Prozent der ärmeren Bevölkerung die Haupteinnahmequelle. Die landwirtschaftlich genutzte Fläche des Distrikts betrug 16.001 Hektar im Jahr 2010, 14 Prozent weniger als im Jahr 2000 (18.589 Hektar). Auf den zu staatlichen oder privaten Großbetrieben gehörenden Baumwollfeldern arbeiten ausschließlich Frauen bei geringem Lohn. Die meisten Baumwolle produzierenden Betriebe in Qubodijon und in den angrenzenden Distrikten werden von der staatlichen Investitionsgesellschaft TASS verwaltet. TASS verfügt über die Zuteilung von Land, organisiert Steuerbefreiungen, regelt das Einfrieren von Schulden und verteilt Geschenke des Staates. Privatbetriebe sind in dasselbe Patronage-Netzwerk eingebunden, das unter der direkten Führung des Präsidenten Rahmon steht.
Neben Baumwolle auf 5862 Hektar wurden 2010 nach Angaben der Landwirtschaftsabteilung der Distriktverwaltung Weizen (80 Prozent aller Getreidearten), Mais und Reis auf 5257 Hektar und Gemüse auf 1433 Hektar angebaut. Nach denselben Angaben wurden in diesem Jahr 2 Tonnen Baumwolle pro Hektar geerntet. Diese Menge entspricht dem Ertrag anderer Entwicklungsländer, während für Tadschikistan ansonsten durchschnittlich 1,5 bis 1,8 Tonnen pro Hektar genannt werden. In Qubodijon wurde 2004 bei besonders günstigen klimatischen Bedingungen ein Ertrag von 2,3 Tonnen Baumwolle pro Hektar erzielt. Die Gemüseanbaufläche nahm in der Dekade 2000 bis 2010 um das 1,48-Fache zu, der Ertrag stieg dabei um knapp das Dreifache.
Die Felder werden über kleine Kanäle (arik) aus dem Kofarnihon bewässert. Die Bewässerungssysteme in Tadschikistan haben eine lange Tradition, die bis in die erste Hälfte des 1. Jahrtausends v. Chr. zurückreicht. Während der Sowjetzeit befanden sich die Bewässerungsanlagen in staatlichem Besitz und wurden zentral von Moskau verwaltet. Durch den Bürgerkrieg in den 1990er Jahren verfielen die Bewässerungsanlagen und wurden teilweise unbrauchbar. Zwar wurden sie seither wieder instand gesetzt, dennoch fehlt eine ausreichende Wartung, sodass es im Sommer durch die hohen Verdunstungsraten zu einer zunehmenden Versalzung der Böden kommt. Es sind nicht ausreichend Drainagegräben vorhanden, die der Versalzung der Baumwollfelder entgegenwirken könnten. Deshalb wurden unter anderem in den Distrikten Qubodijon und Schahritus Tausende Hektar für den Anbau unbrauchbar.
Zwischen 2000 und 2010 nahm der Viehbestand im Distrikt stark zu. Die Zahl der Schafe (überwiegend Karakulschafe) verdoppelte sich von 35.131 (2000) auf 79.320 (2010) und die Zahl der Rinder stieg von 20.572 auf 38.435. Eine Kuh lieferte 670 Liter Milch (2000) gegenüber 1038 Liter (2010).
In den 1950er Jahren wurden viele Tadschiken aus dem zentraltadschikischen Rascht-Tal mit dem Hauptort Gharm zur Arbeit in den Baumwollfeldern in die südwestlichen Ebenen zwangsumgesiedelt. Die Gharmi (Ғармӣ) genannten Neuankömmlinge bilden neben den alteingesessenen Tadschiken, Usbeken und einer kleinen Minderheit von Arabern eine eigene ethnische Gruppe. Während des tadschikischen Bürgerkriegs, der von 1992 bis 1997 dauerte, besetzten anfangs die Gharmis die meisten öffentlichen Ämter im Distrikt Qubodijon. Es kam zu ethnischen Spannungen, besonders zwischen Gharmis und Usbeken, und Ende 1992 zu intensiven Kämpfen zwischen den Gruppen. Usbeken und alteingesessene Tadschiken zündeten die Häuser ihrer Gegner an und vertrieben die Gharmis, die überwiegend nach Duschanbe flohen. Im darauffolgenden März wurden viele der Vertriebenen per Eisenbahn zurück nach Qubodijon gebracht, wo sie von Usbeken und Arabern gehindert wurden, den Ort zu betreten oder in ihre Kolchosen zurückzukehren. Laut Schätzungen des UNHCR wurden 1992/93 in den Distrikten Schahritus und Qubodijon 5000 Häuser zerstört.

## Ortsbild

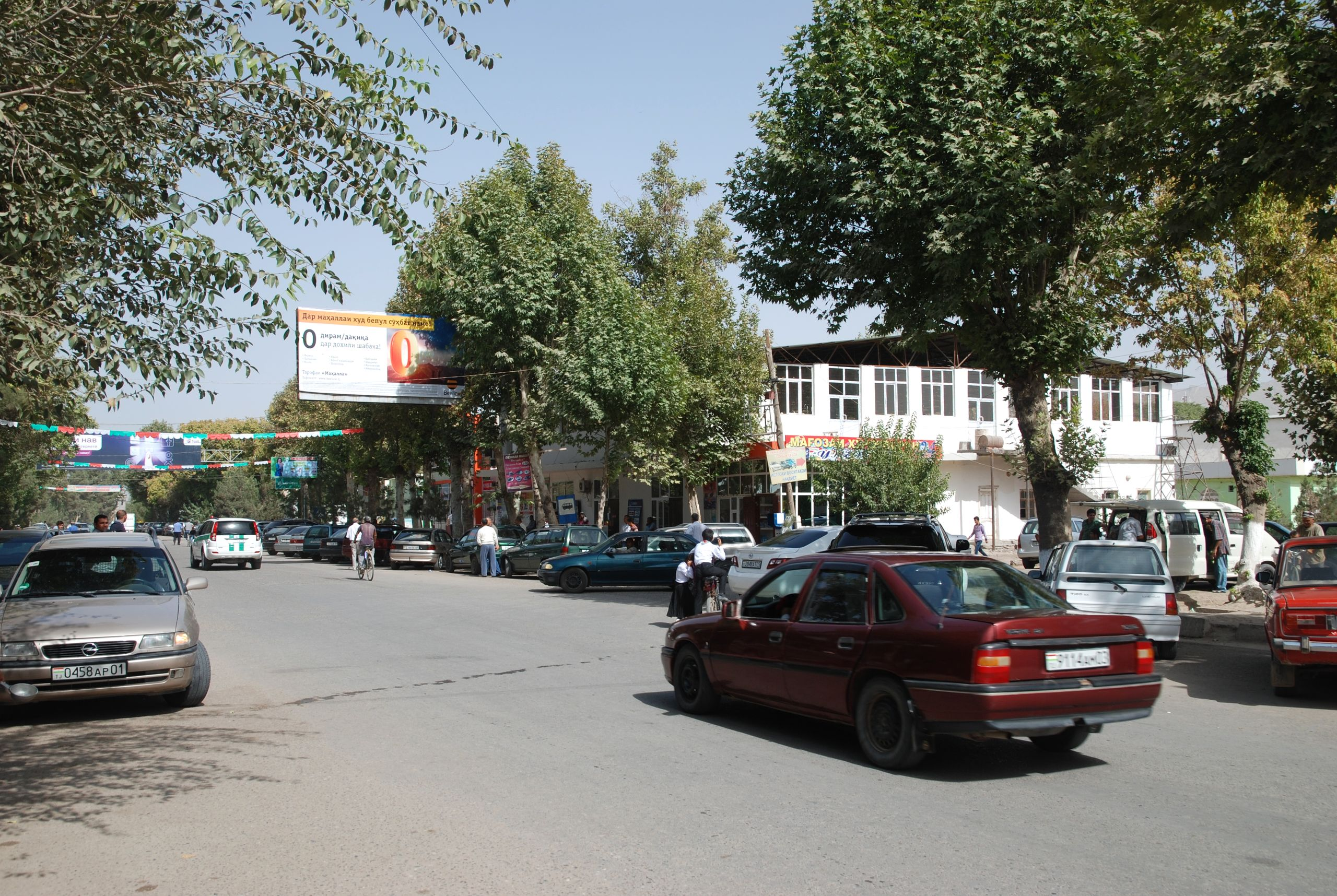
Durchgangsstraße im Marktzentrum

Der Ortsname Qubodijon ist von der alten Stadt Kej-Kobad-Schach (Kei-Kobad-Schah, „König Kai Kobad“, auch Kabot Schahnor, kurz Kaikobad oder Kuad) abgeleitet. Deren Name bezieht sich auf den mythischen König Kai Kobad in der iranischen Mythologie, der zur Dynastie der Kayaniden gehörte. Er kommt im Epos Schāhnāme des persischen Dichters Firdausi vor und soll hier gelebt haben. Ein anderer Ortsname mit Bezug auf diesen König ist Tacht-i Kobad („Thron des Kobad“) rund 40 Kilometer südlich am Amudarja. Keine andere Region ist in der Überlieferung so eng mit den Kayaniden verbunden.
An der Durchgangsstraße, die von Nordosten nach Südwesten durch den kompakten Ort führt, reihen sich einige Ladengeschäfte. Es gibt Restaurants und einen Markt im Zentrum. Ein Netz von parallelen Nebenstraßen erschließt die landwirtschaftlichen Gehöfte, die von großen Gärten mit Bäumen umgeben sind.
100 Meter östlich der Straße befindet sich im Zentrum eine Freifläche mit den Resten der Festung Kala-i Mir. In diesem Bereich führt auf der gegenüberliegenden Seite der Straße eine Gasse zu einem Privathaus, von dem Anwohner erklären, dass sich hier der Geburtsort Nāsir-i Chusraus befunden habe. Ein alter Baum wird gezeigt, in dessen Nähe der Dichter 1004 geboren worden sein soll. Ein Gebäude mit dicken Wänden gehörte sowjetischen Archäologen zufolge zu einem Palast aus der Zeit Chusraus. Hier blieben die geringen Reste eines Mausoleums (persisch gumbaz, Kuppelbau) erhalten.

## Ausgrabungen

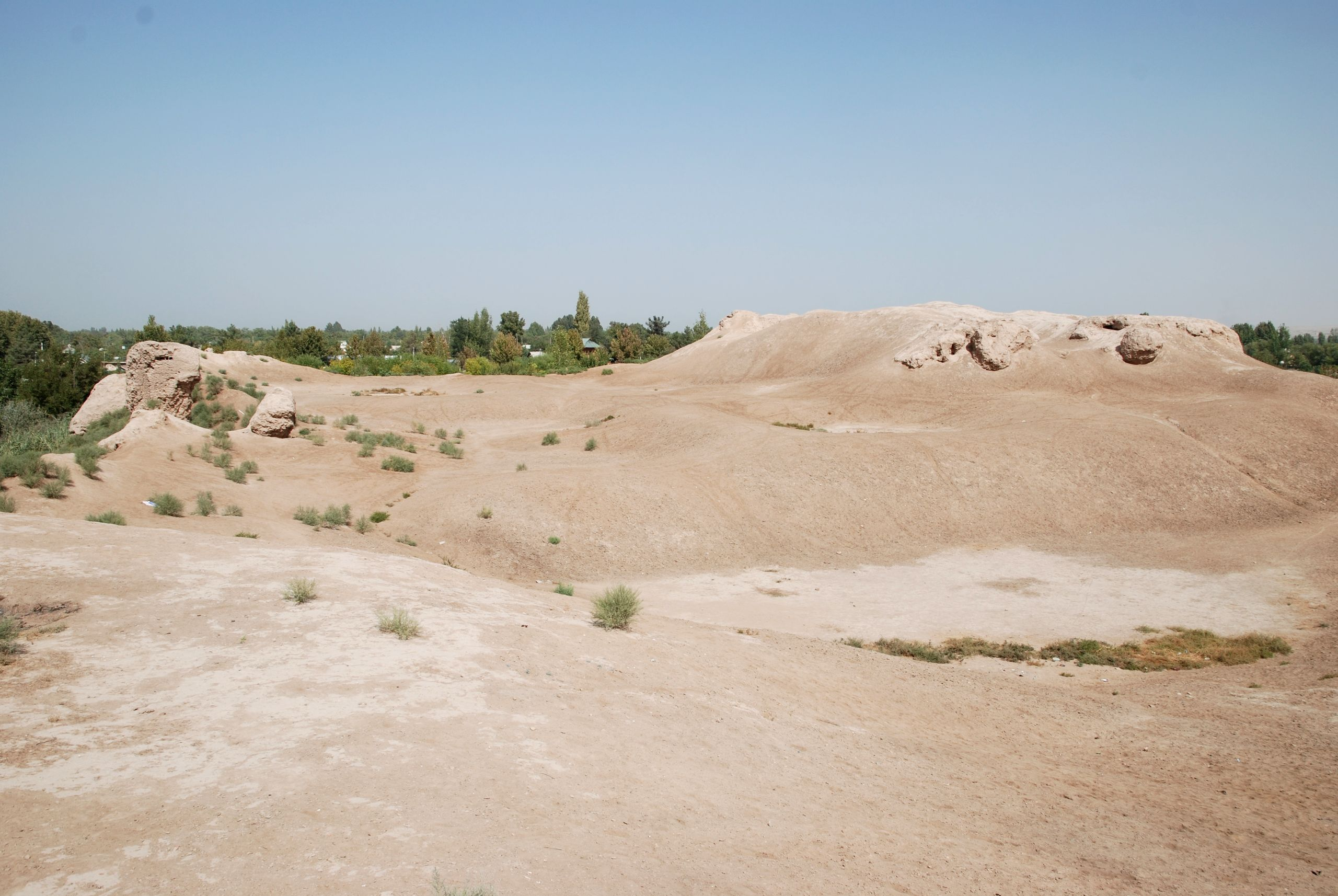
Siedlungshügel Kala-i Mir nach Norden

Am Unterlauf des Kofarnihon werden um Qubodijon und Schahritus über 100 historische und kulturelle Stätten gelistet, von denen meist nur geringe Reste erhalten geblieben sind. Die ersten archäologischen Erkundungen in diesem Gebiet fanden 1946 bis 1948 statt. Bronzezeitliche Funde in der Region Qubodijon stammen aus dem 1965 bis 1969 durch A. M. Mandelshtam ausgegrabenen Friedhof Tulchar im westlich des Kofarnihon gelegenen Tal von Beschkent (wenige Kilometer nördlich von Tschilu-tschor tschaschma). Die gefundenen Tonwaren verweisen auf dort lebende nomadische Bewohner, die im 1. Jahrhundert v. Chr. einer sesshaften Kultur wichen. Im Tal das Kofarnihon wurden ab der ersten Hälfte des 1. Jahrtausends v. Chr. Kanäle zur Bewässerung der Felder um die eisenzeitlichen Siedlungen errichtet. Die Siedlung Kala-i Mir gruben sowjetische Archäologen unter Leitung von M. M. Diakonow 1950–51 aus. Dabei kamen Reste ungefähr ab dem 6. Jahrhundert v. Chr., als das Gebiet zu Baktrien gehörte, bis zum 4. Jahrhundert n. Chr. zum Vorschein, also kurz vor, während und nach der Kuschana-Herrschaft. Neben Kala-i Mir waren die achämenidischen Siedlungen Tacht-i Sangin und Tacht-i Kobad im Süden des Distrikts Kubodijan am Ufer des Amudarja von besonderem archäologischem Interesse, weil in deren Nähe der Fundort des in den 1870er Jahren entdeckten Oxus-Schatzes vermutet wird.
Nach den Keramikfunden von Kala-i Mir und Kej-Kobad-Schach bestimmte Diakonow (1954) fünf Phasen:
- Kubodiyan I: 6. bis 4. Jahrhundert v. Chr., Kala-i Mir, „altbaktrische Kultur“, vorachämenidische Gründung
- Kubodijan II: 3. bis 1. Jahrhundert v. Chr., Griechisch-Baktrisches Königreich, Kei-Kobad-Schah
- Kubodijan III: 1. Jahrhundert v. Chr. bis 1. Jahrhundert n. Chr., graue Töpferware
- Kubodijan IV: 2. Jahrhundert n. Chr., Zeit des Königs Kanischka, rote Töpferware
- Kubodijan V: 3. bis 4. Jahrhundert n. Chr., spätes Kuschana-Reich, Töpferware und Münzfunde

Für Tulchar legte A. M. Mandelshtam (1959, 1966) eine unabhängige Chronologie fest, die auf Münzfunden basiert, weil sich zwischen den Keramikfunden der beiden Ausgrabungsorte kein zeitlicher Abgleich ergab.
Kej-Kobad-Schach war eine befestigte baktrische Siedlung am rechten Ufer des Kofarnihon, 1,5 Kilometer entfernt vom heutigen Ort Qubodijon, die vermutlich im 3./2. Jahrhundert v. Chr. gegründet wurde und bis ins 4./5. Jahrhundert n. Chr. existierte. Sie wurde 1949 von Djakonow entdeckt und Anfang der 1950er Jahre ausgegraben. Wie die große Menge an Keramik und der Fund einer Goldmünze zeigen, waren die Bewohner relativ wohlhabend. Die Umfassungsmauern des 4. bis 2. Jahrhunderts v. Chr. wurden regelmäßig ausgebessert, sie schlossen ein Rechteck von 383 × 285 Metern ein. Säulenbasen und korinthische Kapitelle verweisen auf einen hellenistischen Einfluss, ebenso die vielen griechischen Buchstaben, die auf den Ziegeln des Festungswalls eingraviert waren. Die exakt geraden Wälle besaßen jeweils in der Mitte ein Tor. Die Verbindungswege zwischen den Toren teilten die Stadt in vier rechteckige Bezirke. Kej-Kobad-Schach gehörte zu einer Reihe von nordbaktrischen befestigten Städten, von denen Termiz am Amudarja die größte sowie strategisch und wirtschaftlich bedeutendste war. Eine kleinere befestigte Siedlung dieser Zeit war Kuchna Kala am linken Ufer des Wachsch mit einer Umfassungsmauer von 250 × 125 Metern. Die Ausgrabungsstätte war vor 1970 eingeebnet und unter Baumwollfeldern verschwunden.

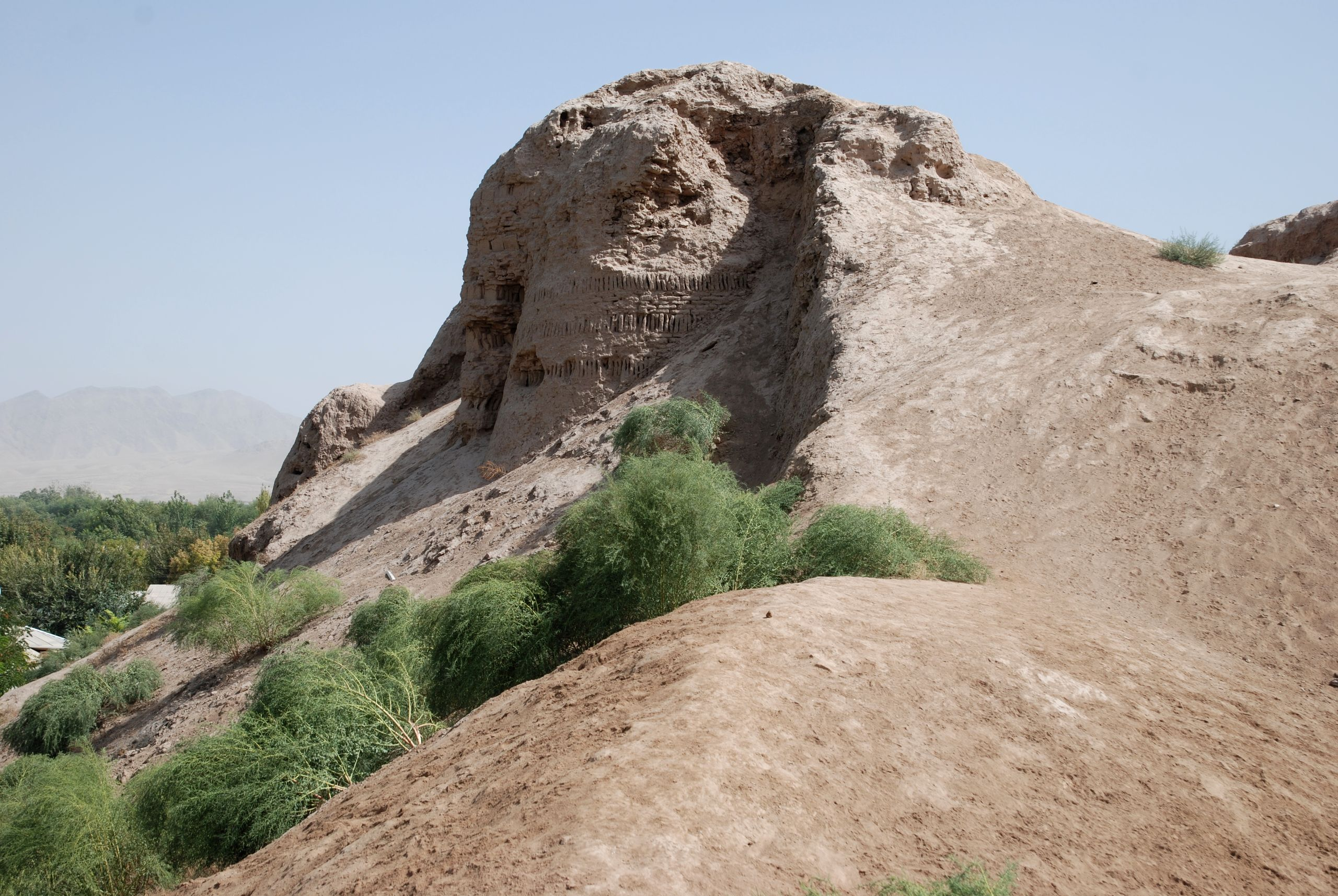
Umfassungsmauer an der Westseite aus horizontalen und vertikalen Lehmziegelschichten

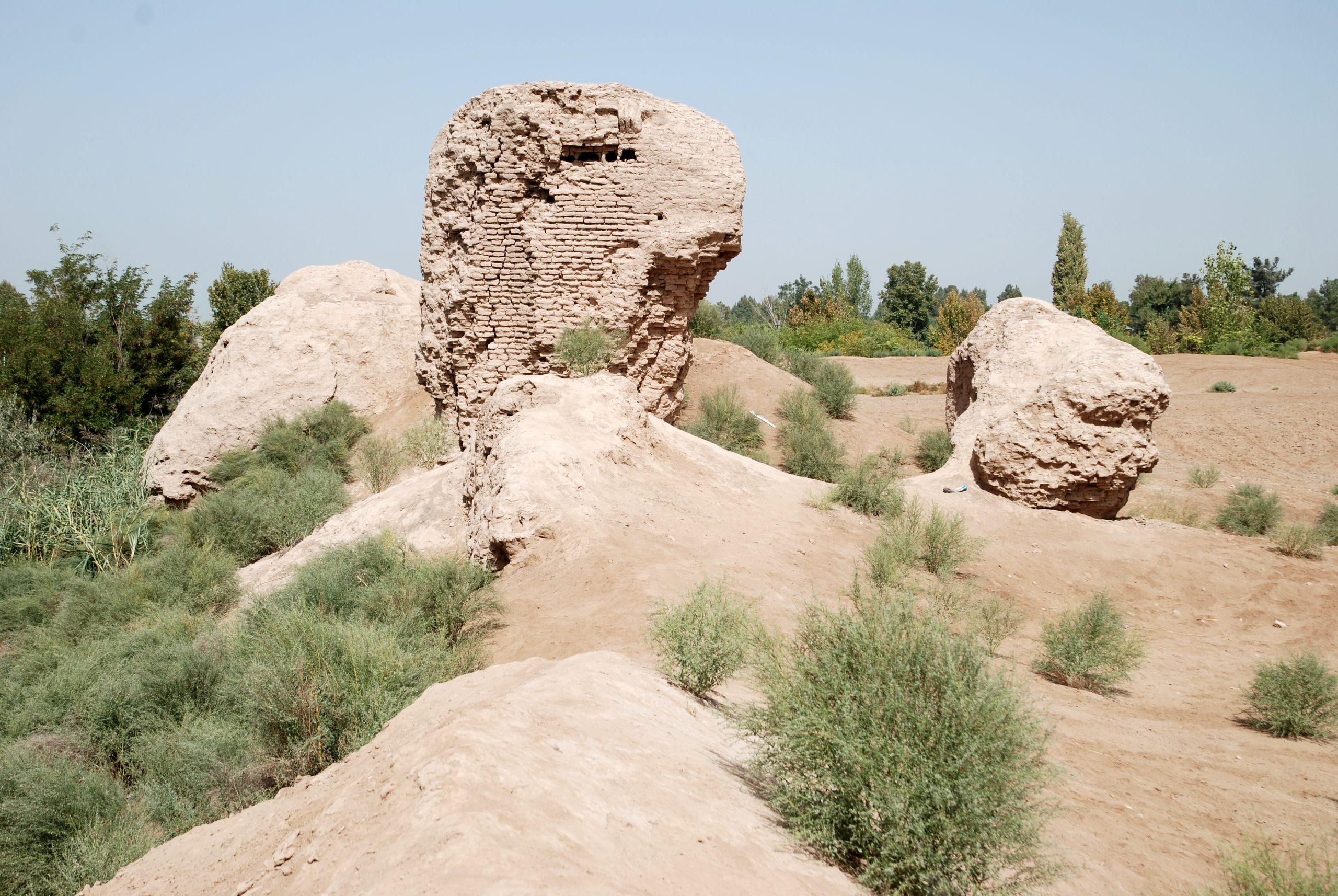
Einziger Rest einer aufragenden Lehmziegelmauer am Westrand des Siedlungshügels, von Süden

Aus der ältesten Schicht Kubodijan I von Kala-i Mir (ab dem 7. Jahrhundert v. Chr.) kam Keramik zum Vorschein, die derjenigen aus derselben Periode von Gyaur Kala (heute Merw in Turkmenistan), Afrasiab (bei Samarkand in Usbekistan) und Balch (Nordafghanistan) ähnelt. Mehr noch als die zeitgleich in den 1950er Jahren durchgeführten französischen Grabungen in Balch gaben die Untersuchungen von Qubodijon Auskunft über die eisenzeitliche Chronologie im östlichen Zentralasien. Die gefundenen Geräte aus Eisen und Bronze sind mit denen von Jaz Tepe (34 Kilometer nordnordwestlich von Baýramaly in Turkmenistan) zu vergleichen. Die dortigen Funde werden drei Phasen zwischen 900 v. Chr. und etwa 350 v. Chr. zugeordnet. Zu den auch in der hellenistischen Periode (nach den Eroberungszügen Alexanders um 328 v. Chr.) bewohnten Siedlungen gehören ferner südlich des Amudarja Yemschi Tepe (vier Kilometer nordöstlich Scheberghan in Nordafghanistan), Tepe Nimlik (36 Kilometer westlich Balch in Nordafghanistan) und Delberjin (40 Kilometer nordöstlich Balch).
Diakonow vergleicht die Keramik von Qubodijon IV aus Kala-i Mir und Kej-Kobad-Schach mit den kuschanazeitlichen Funden der Phasen I und II von Begram (Afghanistan). Zwischen Qubodijon IV und V fand er eine 30 bis 40 Zentimeter hohe, leere Schicht bei der Ausgrabung IA im Jahr 1950, die aus einer 8 × 10 Meter großen Probegrabung in Kej-Kobad-Schach bestand. Bei weiteren Grabungen 1953 stellte sich heraus, dass auch an anderen Plätzen in der Umgebung keine Siedlungsspuren aus dem 1. Jahrhundert v. Chr. existierten. Dagegen erlebten andere Orte in Baktrien unter der Herrschaft der Kuschanas eine Blütezeit. Hinweise auf einen militärischen Überfall auf Qubodijon wurden nicht gefunden. Die Bewohner waren offensichtlich in dieser Zeit fortgezogen, wobei die Gründe hierfür nicht bekannt sind.
Im 5. Jahrhundert kam es im südlichen Zentralasien zu beträchtlichen gesellschaftlichen und wirtschaftlichen Veränderungen. Einige Orte überdauerten den Übergang von der Spätantike zum frühen Mittelalter in veränderter Form. Im 6. Jahrhundert entwickelte sich die mittelgroße Festungsstadt Kafirkala (in der heutigen Siedlung Kolchosabod) zum politischen Zentrum am unteren Wachsch. Kala-i Mir war auch in islamischer Zeit bewohnt und diente lange Zeit als Wohnsitz lokaler Stammesführer (Begs). Den letzten Beg vertrieben 1921 die sowjetischen Truppen bei der Eroberung Zentralasiens. Er setzte sich vermutlich nach Afghanistan ab.
Der sichtbare Siedlungshügel (Tepe) von Kala-i Mir ragt durchschnittlich etwa zehn Meter aus der Ebene. Die nord-südlich ausgerichtete, rechteckige Siedlungsfläche war vier Hektar groß. Von ihrer mächtigen Befestigung sind nur an der Westseite geringe Mauerreste aus Lehmziegeln erhalten. Was nach den Ausgrabungen in den 1950er Jahren übrig blieb, wurde durch hohe Temperaturschwankungen und Wind erodiert.